# ناحیه بیشاپ، شهرستان افینگهام، ایلینوی
ناحیه بیشاپ، شهرستان افینگهام، ایلینوی (به انگلیسی: Bishop Township) یک منطقهٔ مسکونی در ایالات متحده آمریکا است که در شهرستان افینگهام، ایلینوی واقع شده‌است. ناحیه بیشاپ ۱٬۴۰۸ نفر جمعیت دارد و ۱۷۶ متر بالاتر از سطح دریا واقع شده‌است.